# 新河岸 (板橋区)
新河岸（しんがし）は、東京都板橋区の町名。現行行政地名は新河岸一丁目から三丁目。全域で住居表示が実施されている。郵便番号は175-0081（集配局 : 板橋西郵便局）。

## 地理
東京都板橋区の北西部北端部に位置する。北で荒川を挟んで対岸に埼玉県戸田市戸田公園、東は舟渡、南は新河岸川を挟んで対岸に高島平、南西の一部で三園、西は埼玉県和光市大字下新倉・埼玉県戸田市大字下笹目と隣接する。地区北辺をもって東京都・埼玉県境を成す。地区北辺の荒川河川敷には広大な荒川戸田緑地が広がり、町域内には大規模な工業施設が多数立地する。

### 河川
- 荒川 - 笹目橋（新河岸三丁目 - 埼玉県戸田市）が架かる。
- 新河岸川 - 早瀬人道橋（新河岸三丁目 - 高島平六丁目）、早瀬橋（新河岸三丁目 - 高島平六丁目）、徳丸橋（新河岸二丁目 - 高島平八丁目）が架かる。

### 地価
住宅地の地価は、2024年（令和6年）7月1日の地価調査によれば、新河岸1-17-16の地点で31万9000円/m2となっている。

## 歴史
志村の一部にあたる。1871年に浦和県（現埼玉県）から東京府に編入され、1932年板橋区の領域となった。

### 地名の由来
町域南辺を流れる新河岸川に由来。

## 世帯数と人口
2025年（令和7年）3月1日現在（板橋区発表）の世帯数と人口は以下の通りである。
| 丁目         | 世帯数    | 人口    |
| ------------ | --------- | ------- |
| 新河岸一丁目 | 1,142世帯 | 2,280人 |
| 新河岸二丁目 | 1,160世帯 | 1,904人 |
| 新河岸三丁目 | 473世帯   | 757人   |
| 計           | 2,775世帯 | 4,941人 |

### 人口の変遷
国勢調査による人口の推移。
| 年                 | 人口  |
| ------------------ | ----- |
| 1995年（平成7年）  | 6,673 |
| 2000年（平成12年） | 6,252 |
| 2005年（平成17年） | 6,196 |
| 2010年（平成22年） | 6,398 |
| 2015年（平成27年） | 6,133 |
| 2020年（令和2年）  | 5,216 |

### 世帯数の変遷
国勢調査による世帯数の推移。
| 年                 | 世帯数 |
| ------------------ | ------ |
| 1995年（平成7年）  | 2,672  |
| 2000年（平成12年） | 2,713  |
| 2005年（平成17年） | 2,799  |
| 2010年（平成22年） | 2,928  |
| 2015年（平成27年） | 2,811  |
| 2020年（令和2年）  | 2,668  |

## 学区
区立小・中学校に通う場合、学区は以下の通りとなる（2021年8月時点）。
| 丁目         | 番地    | 小学校                 | 中学校                 |
| ------------ | ------- | ---------------------- | ---------------------- |
| 新河岸一丁目 | 全域    | 板橋区立新河岸小学校   | 板橋区立高島第一中学校 |
| 新河岸二丁目 | 全域    | 板橋区立新河岸小学校   | 板橋区立高島第一中学校 |
| 新河岸三丁目 | 1番     | 板橋区立新河岸小学校   | 板橋区立高島第一中学校 |
| 新河岸三丁目 | 2～16番 | 板橋区立高島第一小学校 | 板橋区立高島第一中学校 |

## 産業

### 事業所
2021年（令和3年）現在の経済センサス調査による事業所数と従業員数は以下の通りである。
| 丁目         | 事業所数  | 従業員数 |
| ------------ | --------- | -------- |
| 新河岸一丁目 | 135事業所 | 2,615人  |
| 新河岸二丁目 | 91事業所  | 1,748人  |
| 新河岸三丁目 | 29事業所  | 375人    |
| 計           | 255事業所 | 4,738人  |

### 事業者数の変遷
経済センサスによる事業所数の推移。
| 年                 | 事業者数 |
| ------------------ | -------- |
| 2016年（平成28年） | 260      |
| 2021年（令和3年）  | 255      |

### 従業員数の変遷
経済センサスによる従業員数の推移。
| 年                 | 従業員数 |
| ------------------ | -------- |
| 2016年（平成28年） | 4,698    |
| 2021年（令和3年）  | 4,738    |

## 交通

### 鉄道
町域内に駅は存在しないが、以下の路線・駅が利用可能である。
- 東京都交通局
  - 都営地下鉄三田線：西台駅（高島平九丁目）・高島平駅（高島平八丁目）・新高島平駅（高島平七丁目）・西高島平駅（高島平六丁目）

### バス
- 国際興業バス

### 道路
- 首都高速5号池袋線

新河岸の住居表示地域内に出入口はない
- 国道17号（新大宮バイパス）
- 東京都道447号赤羽西台線（新河岸中央通り）

## 施設
- 新河岸水再生センター（新河岸三丁目）
- 板橋区立新河岸小学校（新河岸一丁目）
- 荒川戸田橋緑地（新河岸一・二・三丁目）